# В (cirillico)
La В, minuscolo в, chiamata ve, è la terza lettera dell'alfabeto cirillico. Rappresenta la consonante fricativa labiodentale sonora IPA /v/. In russo quando si trova in fine di parola viene desonorizzata e si pronuncia /f/. In alcune altre lingue slave В viene letta /w/. Sembra in apparenza la lettera maiuscola latina B.
L'antico nome di В era vedi. La lettera deriva dalla lettera greca Beta (Β, β), che veniva già evidentemente pronunciata /v/ nel greco del tempo in cui venne creato l'alfabeto cirillico.
| Lettera cirillica | Pronuncia IPA | Trascrizione scientifica | Trascrizione italiana | Trascrizione inglese | Trascrizione tedesca | Trascrizione francese |
| ----------------- | ------------- | ------------------------ | --------------------- | -------------------- | -------------------- | --------------------- |
| В                 | /v/           | v                        | v                     | v                    | v                    | v                     |
| В (Ucraino)       | /w/           | v                        | v                     | v                    | v                    | v                     |

## Posizione nei codici
| Nome carattere | Tipo      | Decimale | Esadecimale | Base otto | Binario          |
| -------------- | --------- | -------- | ----------- | --------- | ---------------- |
| Unicode        | Maiuscolo | 1042     | 0412        | 002022    | 0000010000010010 |
| Unicode        | Minuscolo | 1074     | 0432        | 002062    | 0000010000110010 |
| ISO 8859-5     | Maiuscolo | 178      | b2          | 262       | 0010110010       |
| ISO 8859-5     | Minuscolo | 210      | d2          | 322       | 0011010010       |
| KOI8           | Maiuscolo | 247      | f7          | 367       | 0011110111       |
| KOI8           | Minuscolo | 215      | d7          | 327       | 0011010111       |
| Windows-1251   | Maiuscolo | 194      | c2          | 302       | 0011000010       |
| Windows-1251   | Minuscolo | 226      | e2          | 342       | 0011100010       |

I corrispondenti codici HTML sono: &#1042; o &#x412; per il maiuscolo e &#1074; o &#x432; per il minuscolo.